# Выпи
Выпи (лат. Botaurus), также большие, или настоящие выпи — род птиц семейства цаплевых.
Выпи живут на болотах, берегах водоёмов. Громкие крики самцов в гнездовой период напоминают зов быков (бел. и укр. бугай), отсюда народное название рода — бугай. Русское выпь (а также вариант вып и др.-рус. выпль) связано чередованием с вопить, вопль.

## Виды
Международный союз орнитологов относит к роду 14 видов:
- Большая выпь (Botaurus stellaris)
- Австралийская выпь (Botaurus poiciloptilus)
- Американская выпь (Botaurus lentiginosus)
- Южноамериканская выпь (Botaurus pinnatus)
- Пестроспинный волчок (Botaurus involucris)
- Индейский волчок (Botaurus exilis)
- Чёрный волчок (Botaurus flavicollis)
- Охристый волчок (Botaurus cinnamomeus)
- Амурский волчок (Botaurus eurhythmus)
- Сероспинный волчок (Botaurus sturmii)
- Малая выпь (Botaurus minutus)
- Китайский волчок (Botaurus sinensis)
- Botaurus dubius
- †Botaurus novaezelandiae

## Использование
В прошлом — объект охоты. В европейской кухне издавна считалось, что вкус мяса напоминает зайцев или кроликов.